# Jiangluo
Jiangluo är en köping i nordvästra Kina. Den ligger i Hui härad i staden Longnan i provinsen Gansu, omkring 300 kilometer sydost om provinshuvudstaden Lanzhou. Antalet invånare är 19 204. Befolkningen består av 9 285 kvinnor och 9 919 män. Barn under 15 år utgör 18,0 %, vuxna 15-64 år 72 %, och äldre över 65 år 9,0 %.